# Maquis Louis

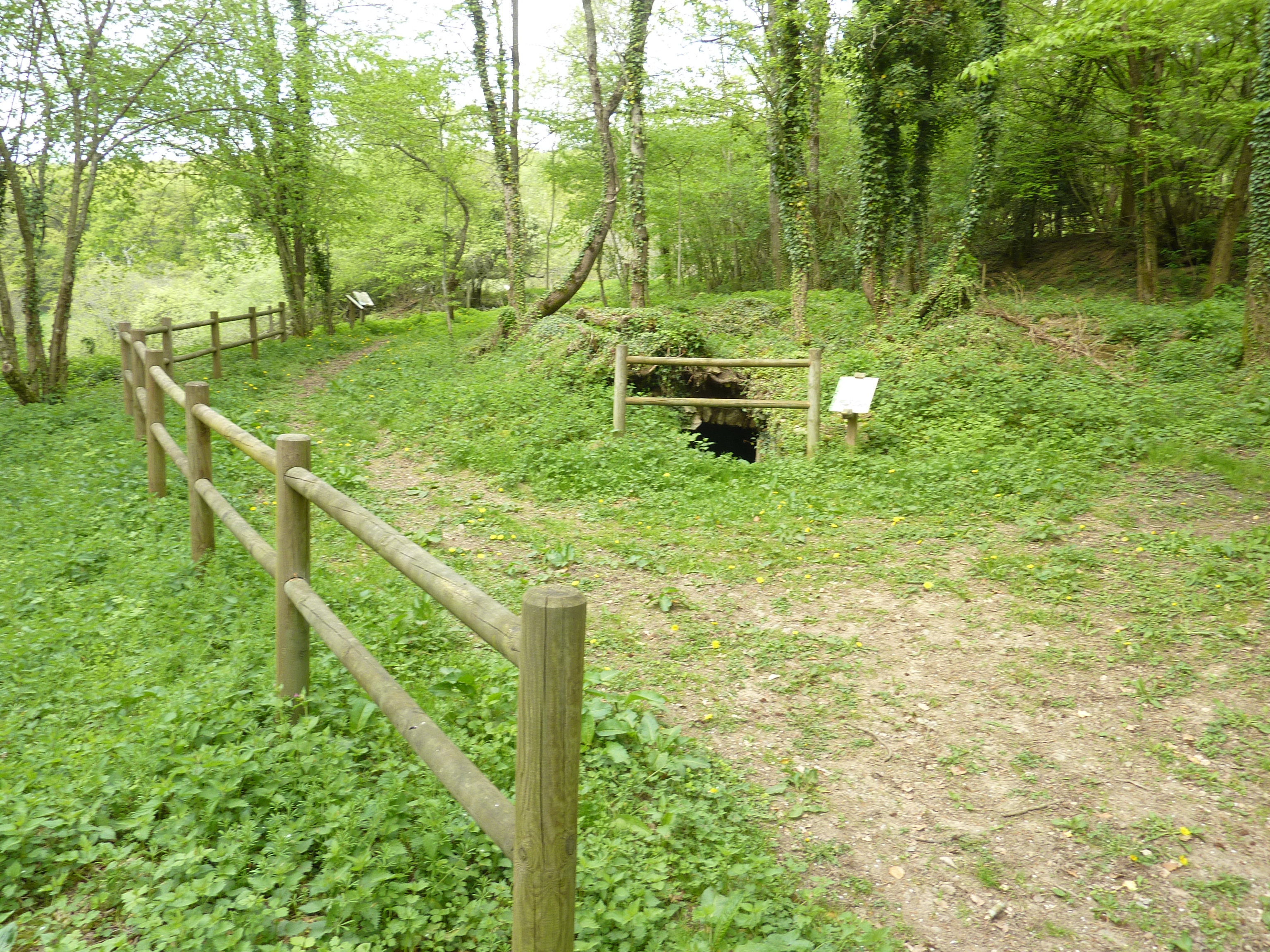
Vestiges du camp des Fraichots à Larochemillay.

Le maquis Louis War Office, dit maquis des Fraichots, est un maquis FFI constitué par Paul Sarrette (dit « Louis ») dans le Sud Morvan en 1944, basé à Larochemillay et actif dans les environs de Luzy et du mont Beuvray.

## Formation
Le 22 décembre 1943, le capitaine Paul Sarrette, engagé volontaire en 1939, du SOE (Special Operations Executive britannique), section « F », ayant le pseudonyme « Louis », est largué sur le plateau d'Écot vers Montbéliard. Puis est hébergé une semaine à Pagney (Jura) chez Auguste Michelin, agent du réseau Stockbroker (SOE) avant de rejoindre le Morvan. La mise en place du maquis et son développement opérationnel, sous la direction conjointe du capitaine Paul Sarrette et de K.Y.M. Mackenzie, dit « Baptiste », de nationalité anglaise et spécialiste des transmissions radios, deviennent effectifs après le débarquement de Normandie en juin 1944 dans les bois situés au nord-ouest de Larochemillay, au lieu-dit les Fraichots.

## Organisation et actions
Le 22 juin 1944, le camp des Fraichots est constitué avec un effectif de 43 hommes dont plusieurs officiers de l'armée britannique, rodés à la subversion et qui avaient déjà effectué d'autres missions en France antérieurement. Un camp d'entraînement des volontaires se situe à la ferme de Tillot, les aires de parachutages étant sur des sites appropriés des environs, notamment aux Carruzes sur la commune de Chiddes. De nombreux parachutages dotent les maquisards en armes, munitions, médicaments et argent pendant que l'effectif ne cesse de s'accroître. Selon un rapport du bureau FFI de la 7e région militaire, « fin mai 1944, Sarrette et Mackenzie, son adjoint, disposaient d'une force de 1 300 maquisards dont 250 gendarmes qui avaient rejoint ce maquis sur ordre du général Durand ». Le maquis comprenait aussi de nombreux jeunes qui avaient refusé la réquisition du Service du travail obligatoire (STO).

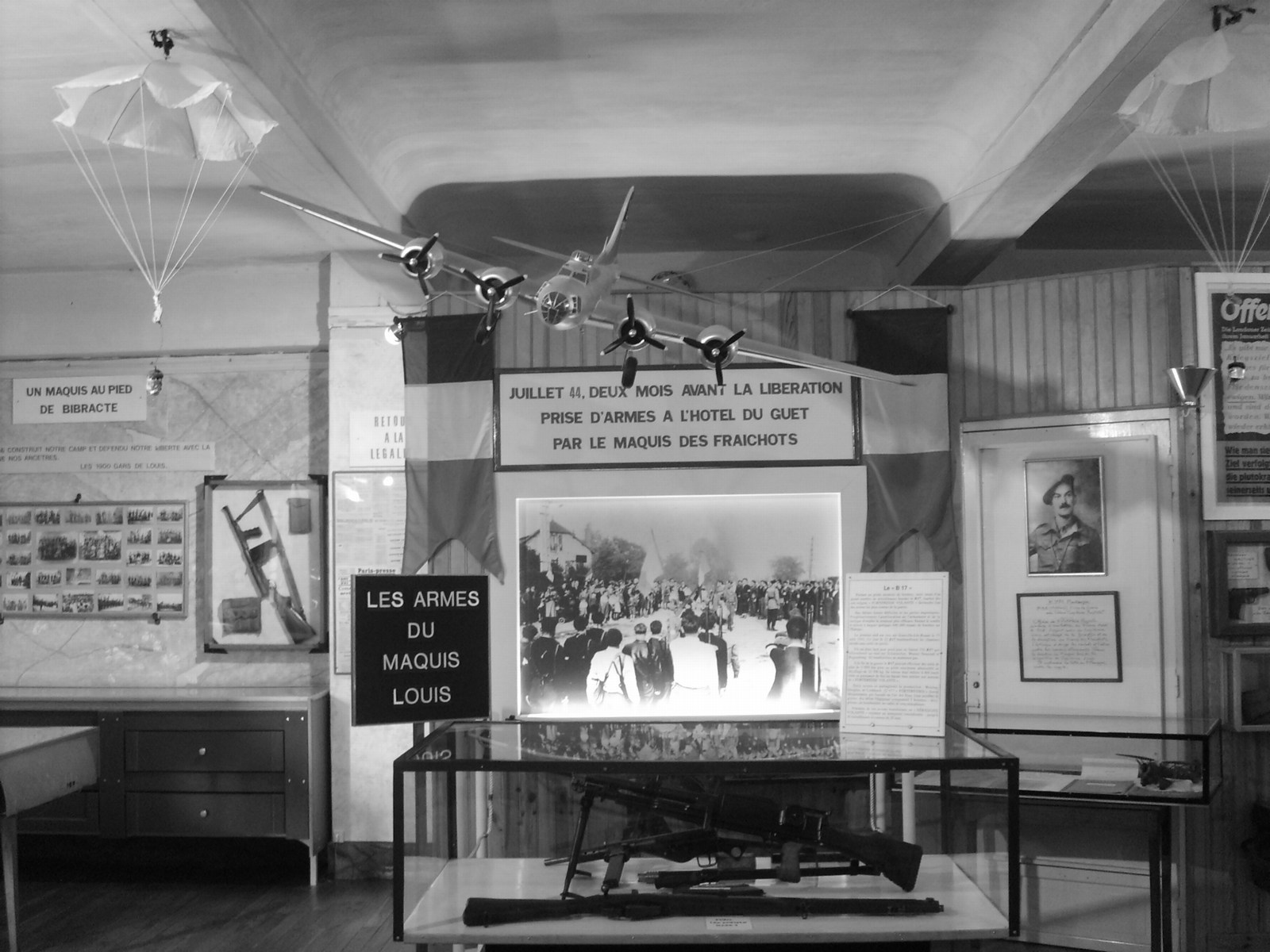
Le musée de la Résistance de Saint-Honoré-les-Bains illustre le maquis Louis.

Ce maquis était membre du réseau Libération-Nord, sous les ordres du colonel Roche, alias « Moreau ». Les hommes étaient répartis en compagnies de 150 hommes, commandées par des officiers d'active ou de réserve. L'encadrement subalterne était formé d'hommes promus sur place et la discipline était rigoureuse (les hommes étaient réveillés à 7 heures, faisaient de l'éducation physique jusqu'à 8 heures, disposaient ensuite d'une heure pour déjeuner et faire leur toilette, etc.). Les hommes logeaient dans les maisons du hameau (maison Georges Perraudin, maison Denys, maison Laudet, maison Lagandré, etc.), dans des baraquements (les baraques du chantier de jeunesse de Larochemillay furent démontées et réutilisées par les maquisards) et dans des tentes (on utilisait les toiles des parachutes). Le poste de commandement était une simple cabane en bois, de trois à quatre mètres sur cinq. La surveillance du camp était assurée en permanence par des guetteurs armés postés en bordure des deux chemins d'accès au camp. Les moyens de transport automobile (des tractions avant de marque Citroën et même un autocar fonctionnant au gazogène) étaient suffisants pour déplacer quatre compagnies à la fois et un groupe d'artillerie était équipé de mortiers lourds. La protection périphérique du maquis était assurée par quatorze groupes de villageois composés chacun de quatorze hommes armés de fusils-mitrailleurs, mitraillettes et fusils. Le service sanitaire comprenait un service ambulant qui suivait les compagnies lors des actions de guerre et une infirmerie au camp, avec un médecin civil. Une clinique était installée clandestinement au château de Champlevrier à Chiddes et deux chirurgiens (M. et Mme Sautter), un médecin et des infirmiers professionnels y travaillaient.
Quelques femmes faisaient partie des maquisards, jouant surtout des rôles d'agent de liaison ou de renseignement. L'une d'elles, Yvonne Moreau, institutrice à Millay, était agent de liaison à vélo, surnommée l'Estafette rouge. Certaines receveuses des PTT de Luzy, Mme Berthin et Mme Bondoux, agents de renseignement, ont pu prévenir des mouvements de la Wehrmacht... grâce à une ligne téléphonique directe et secrète qui la reliait au maquis. D'autres compagnies dépendant du maquis Louis étaient cachées dans des sites du voisinage (l'Haut de L'Arche, Soret-Tillot, les Grands Bois).
Le mois d'août 1944 voit les opérations militaires se multiplier. L'avance alliée, en effet, se déploie vers l'est de la France pendant que la 1re armée française de Jean de Lattre de Tassigny remonte la vallée du Rhône. Les Allemands voulant échapper au débordement sont contraints de passer dans la zone du Morvan pour regagner l'Allemagne, empruntant la RN 478 pour échapper à la tenaille des troupes alliées. Les maquisards des Fraichots multiplient les embuscades, les sabotages, les attaques et contre-attaques et assurent un radio-guidage pour les attaques aériennes de la Royal Air Force et les parachutages. Le 31 août 1944, deux officiers britanniques sont largués pour coordonner les opérations.
Le capitaine Louis, Paul Sarrette, et six de ses compagnons sont tués accidentellement le 5 septembre 1944. L'armement et les munitions étant largués sans guide technique, le gendarme Gueudet, chef de pièce, pointe le tube avec un niveau « à la française », après un premier tir à charge 3 (trois appoints de charge sur l'empennage de l'obus) sans incident, il est ordonné de tirer à charge 6. À ce moment, le tube explose, tuant presque tous les servants. Paul Sarrette meurt au cours de son transfert à l'infirmerie du maquis. On peut supposer une fusée défectueuse. Un monument commémoratif se trouve à proximité de l'accident sur la D 227, au carrefour de la route des Carruzes, sur le territoire de la commune de Chiddes. « Baptiste » succède à « Louis » à la tête du maquis. Ils ne verront pas la libération de Luzy le 10 septembre 1944 qui marque la fin des activités militaires du maquis.

Vestiges en 2011 du camp des Fraichots
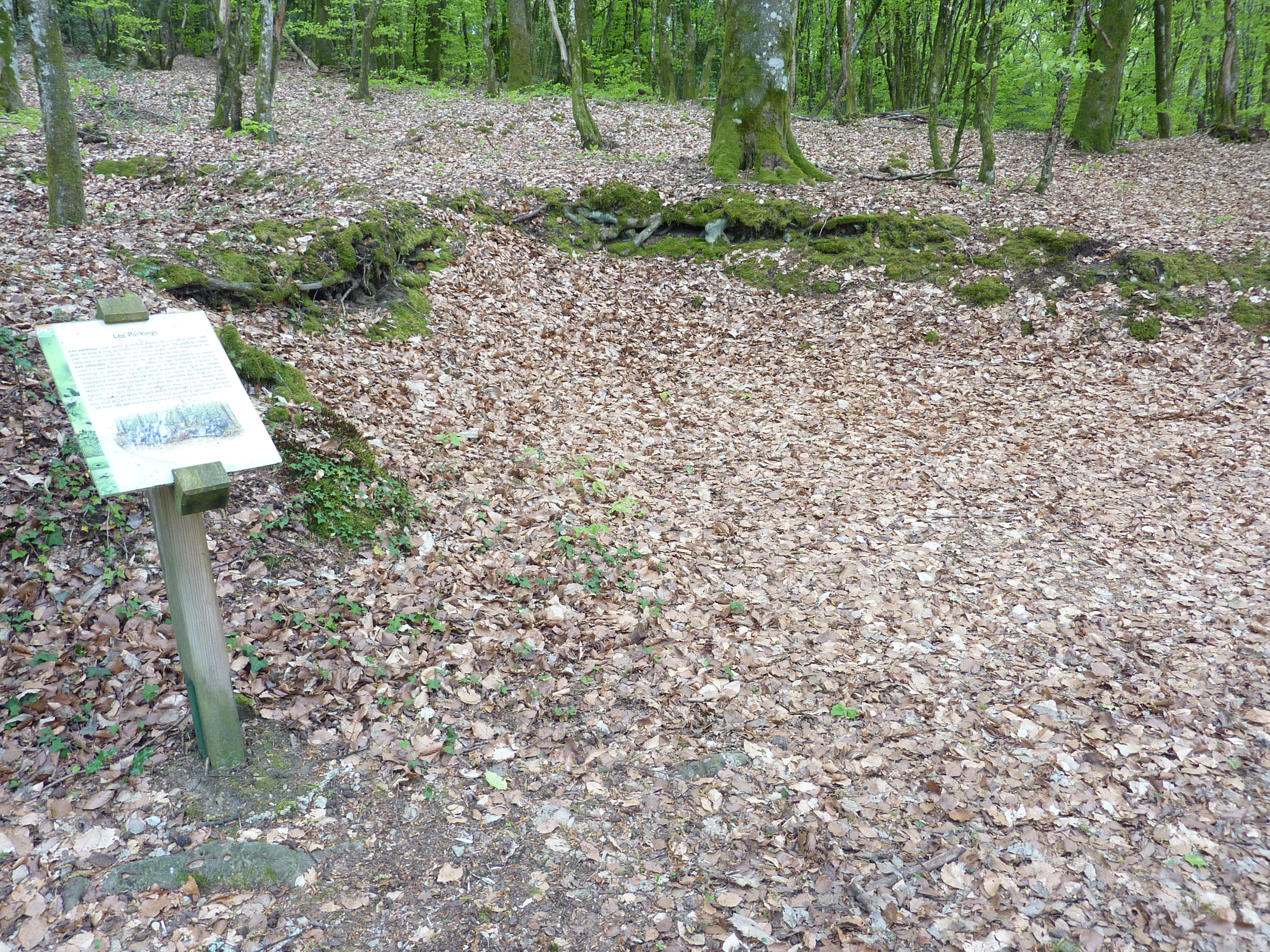
Places de parking pour les véhicules des résistants.
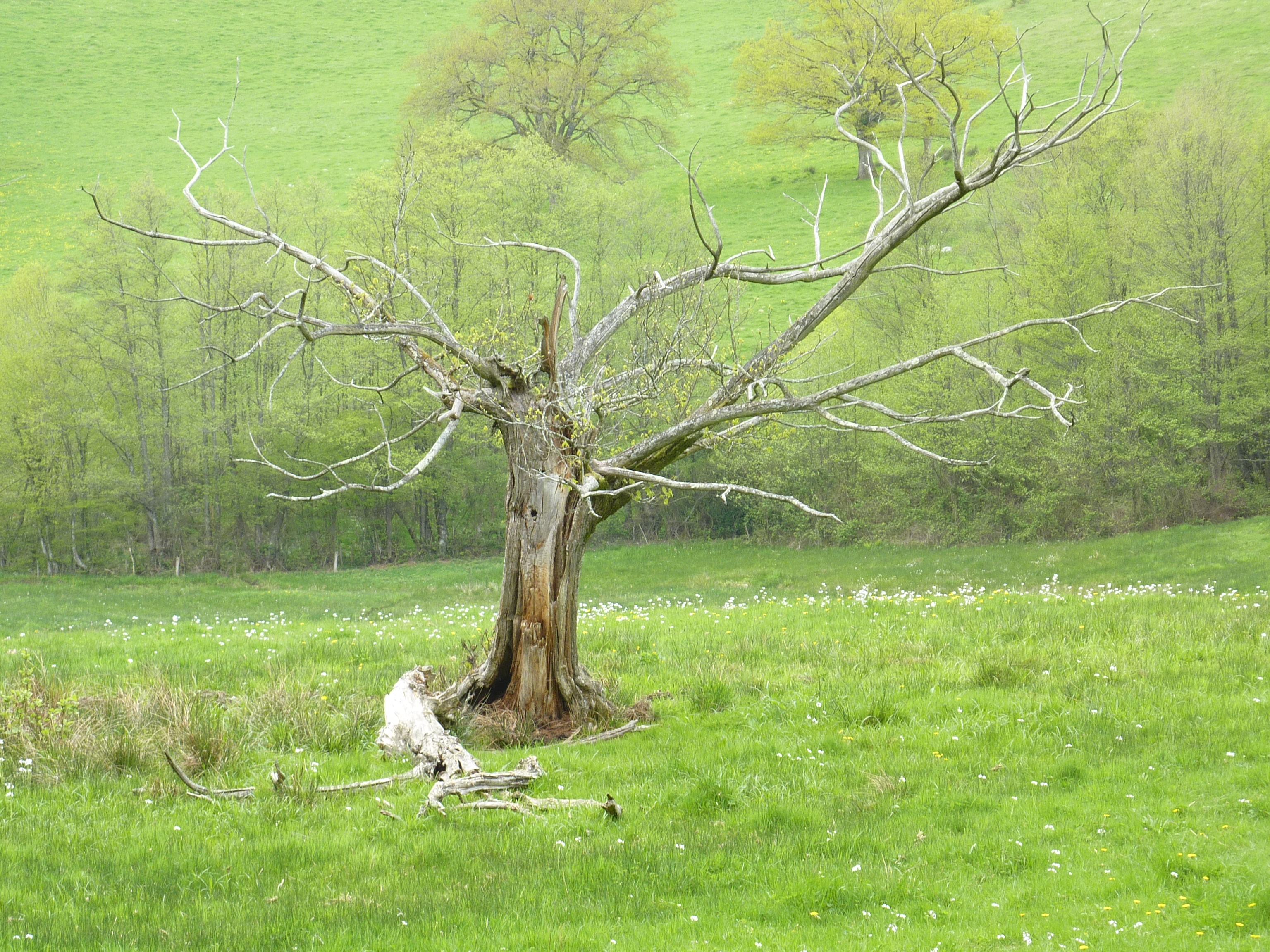
L'arbre à dépecer, arbre auquel les animaux à abattre, bœufs, porcs, étaient suspendus.
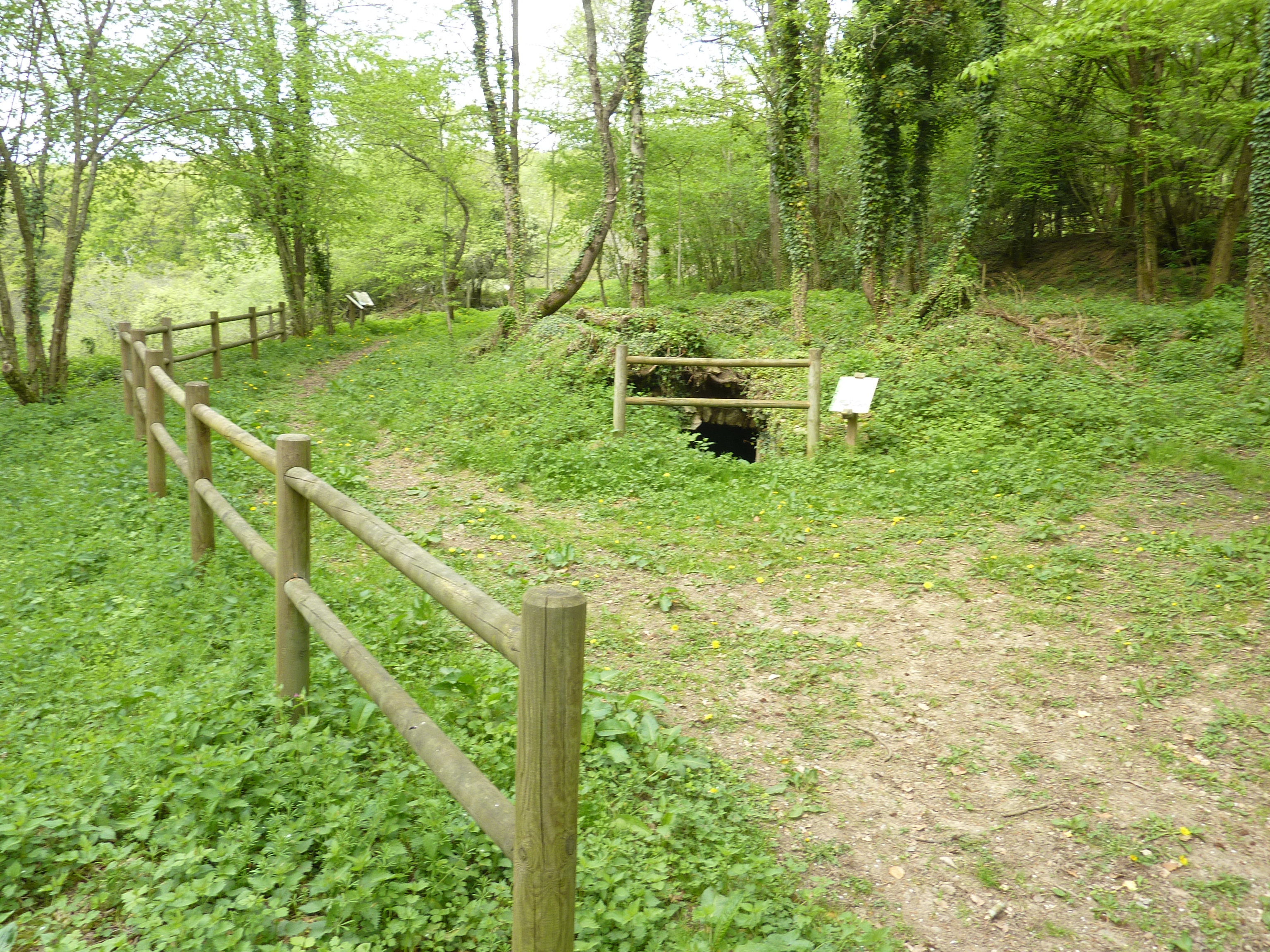
Vue générale du site et anciennes maisons en ruines qui abritaient les résistants.
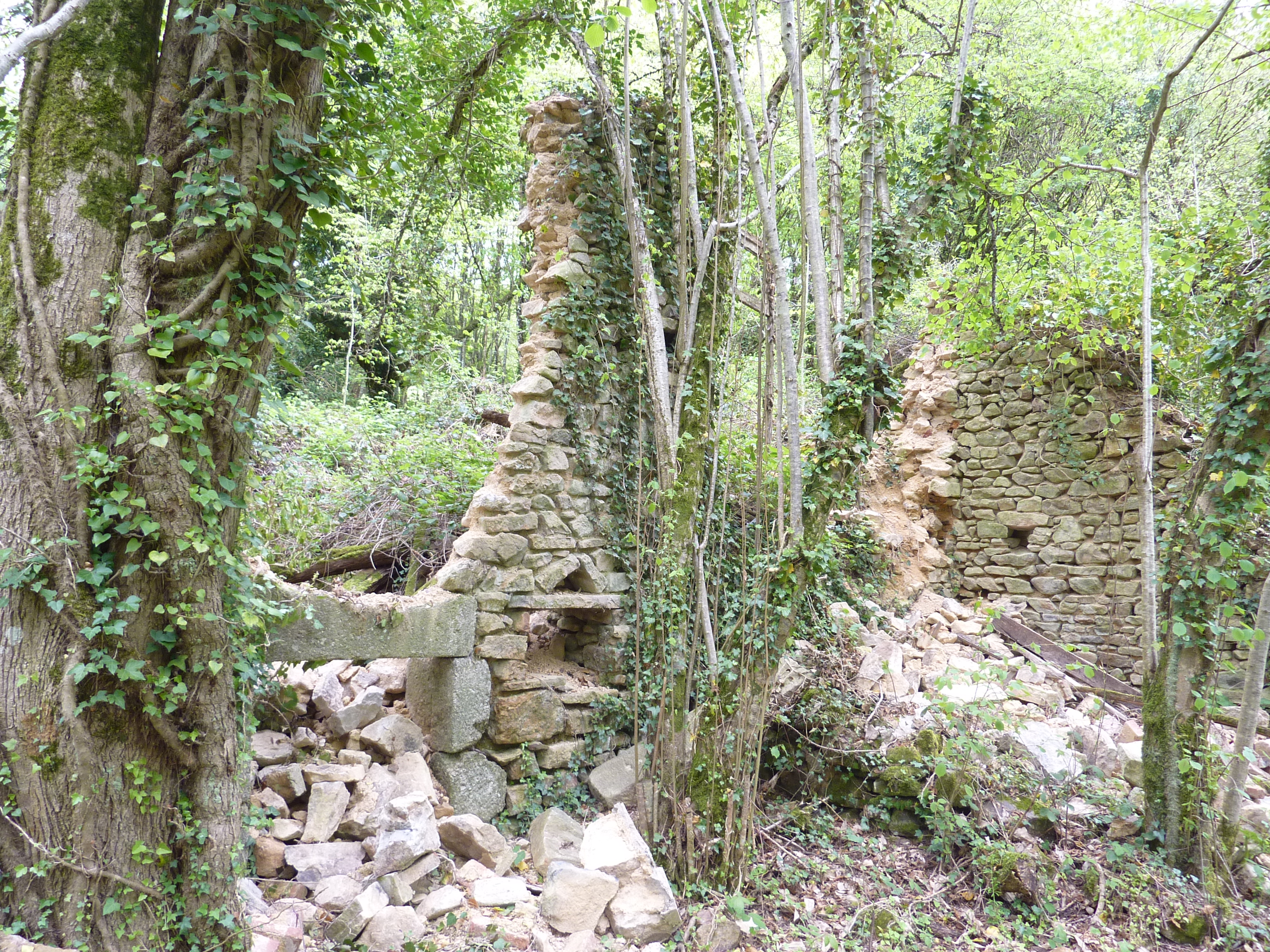
Maison Denys en ruine du village.
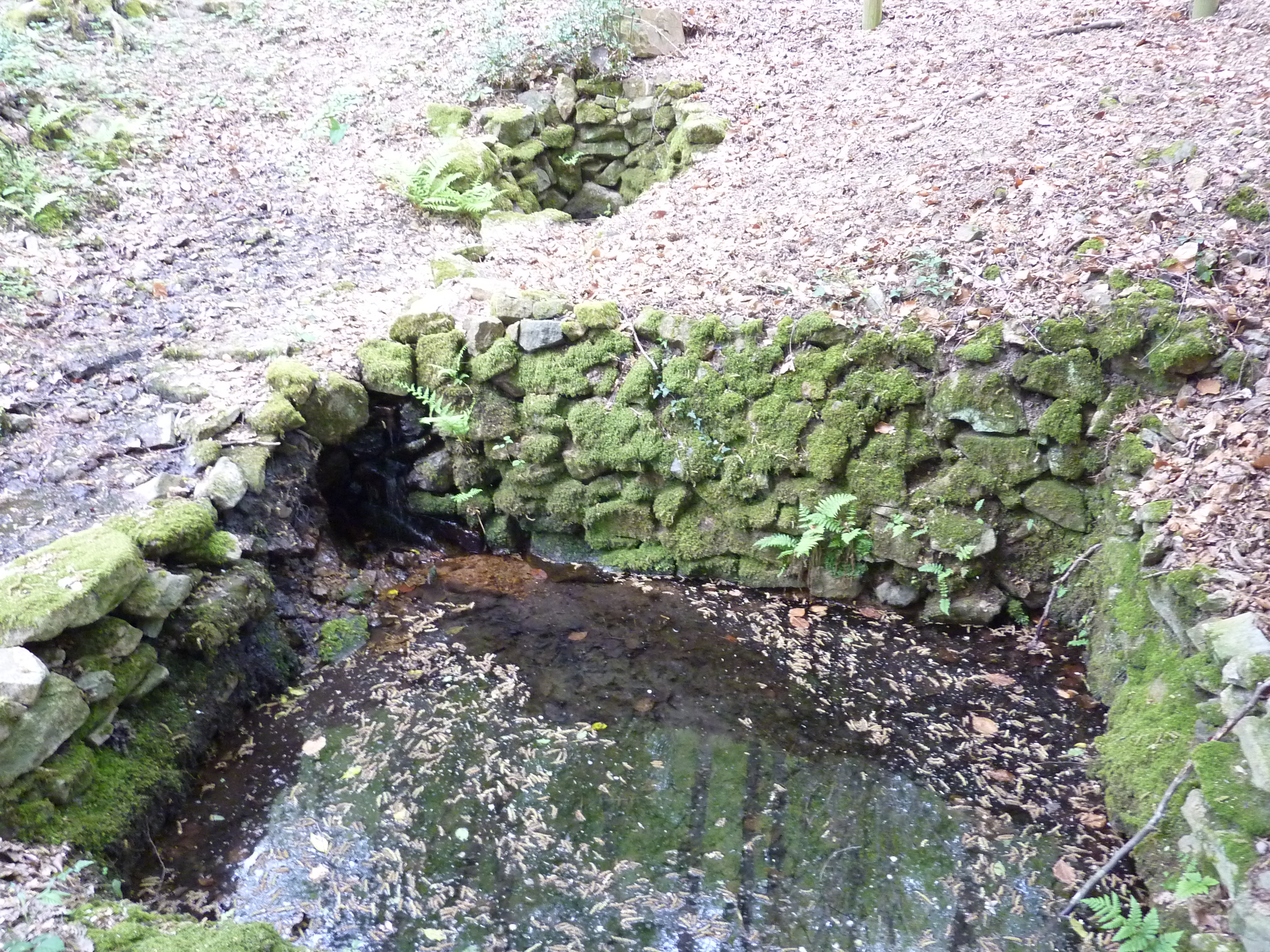
Le lavoir.

## Membres
Dans son ouvrage Les Maquis du Morvan paru en 1981, Jacques Canaud dresse la liste de treize personnalités ayant rejoint le maquis Louis, toutes en juillet et août 1944 : 
- le docteur Daniel Benoist de Luzy, futur député-maire ;
- le docteur Léon Bondoux de Château-Chinon, député-maire ;
- l'abbé Louis Bonin, qui occupe le rôle de capitaine-aumônier du maquis ;
- Cimetière, lieutenant d'aviation de Bourbon-Lancy ;
- Coffin, capitaine de gendarmerie du Creusot ;
- Dechaume-Montcharmont, capitaine-major ;
- Claude Dellys, lieutenant d'aviation ;
- Henri Fradet, commandant à la retraite de Fléty ;
- Alfred Montte, capitaine de réserve, directeur de la firme du même nom à Roubaix ;
- le docteur Yves Sauters, chirurgien à Autun ;
- la docteure Sauters, son épouse, médecin à Autun ;
- Louis Trystam, industriel du Nord ;
- le baron Valat-Morio, capitaine-instructeur à l'école de guerre.

Quatre officiers de l'Armée britannique sont membres du maquis : Kenneth Mackenzie, Philip Fairweather, Davidson Silitoe et André.
Henri Dollet, maire de Luzy nommé par Vichy, est reconnu en 1954, à titre posthume, avoir « servi dans les Forces françaises de l'Intérieur au sein du maquis Louis W.O., du 1er octobre 1943 au 19 août 1944 ». Il avait connaissance des mouvements de résistance à Luzy, a soigné et aidé financièrement ces derniers. Il a été exécuté par la Milice française après s'être offert en otage aux Allemands, qui menaçaient d'incendier la ville.

## Mémoire

Monuments en mémoire des maquisards
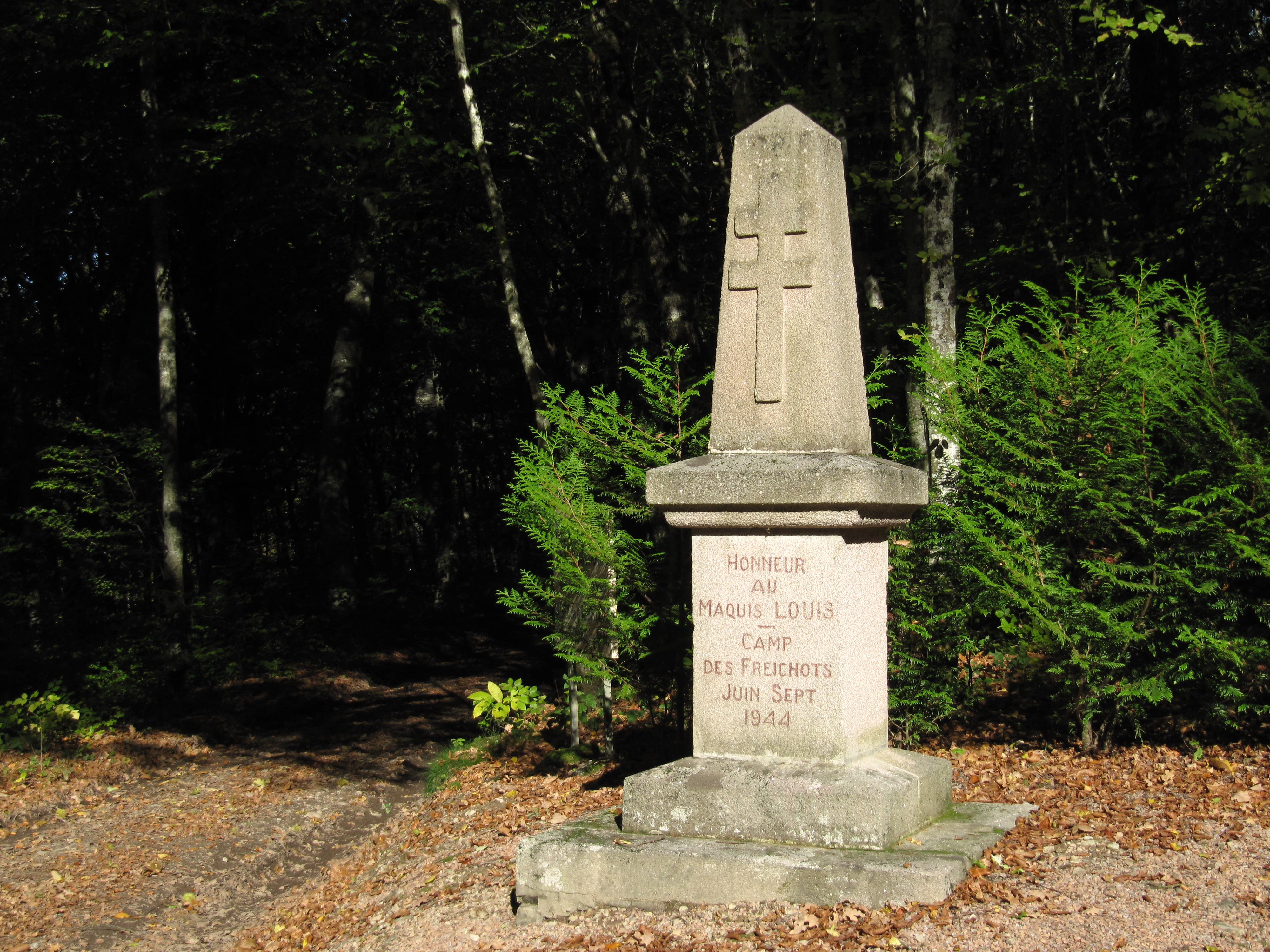
Stèle à l'entrée des Fraichots, Larochemillay.
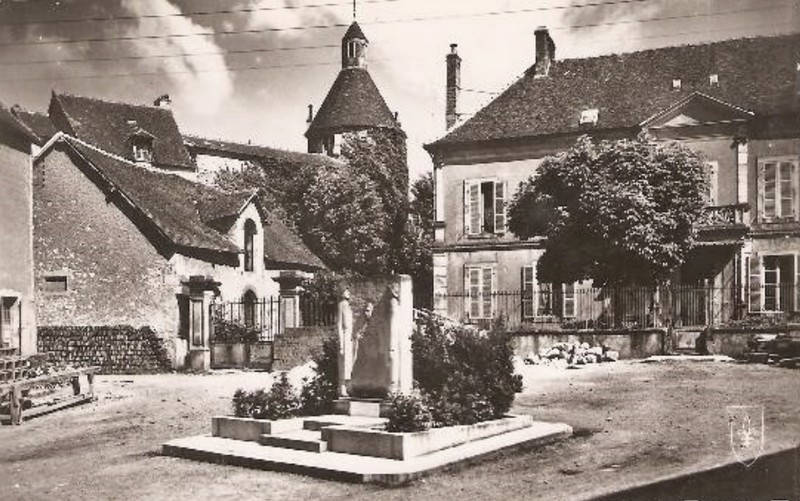
Monument « aux héros du maquis Louis », place du Maquis-Louis à Luzy.
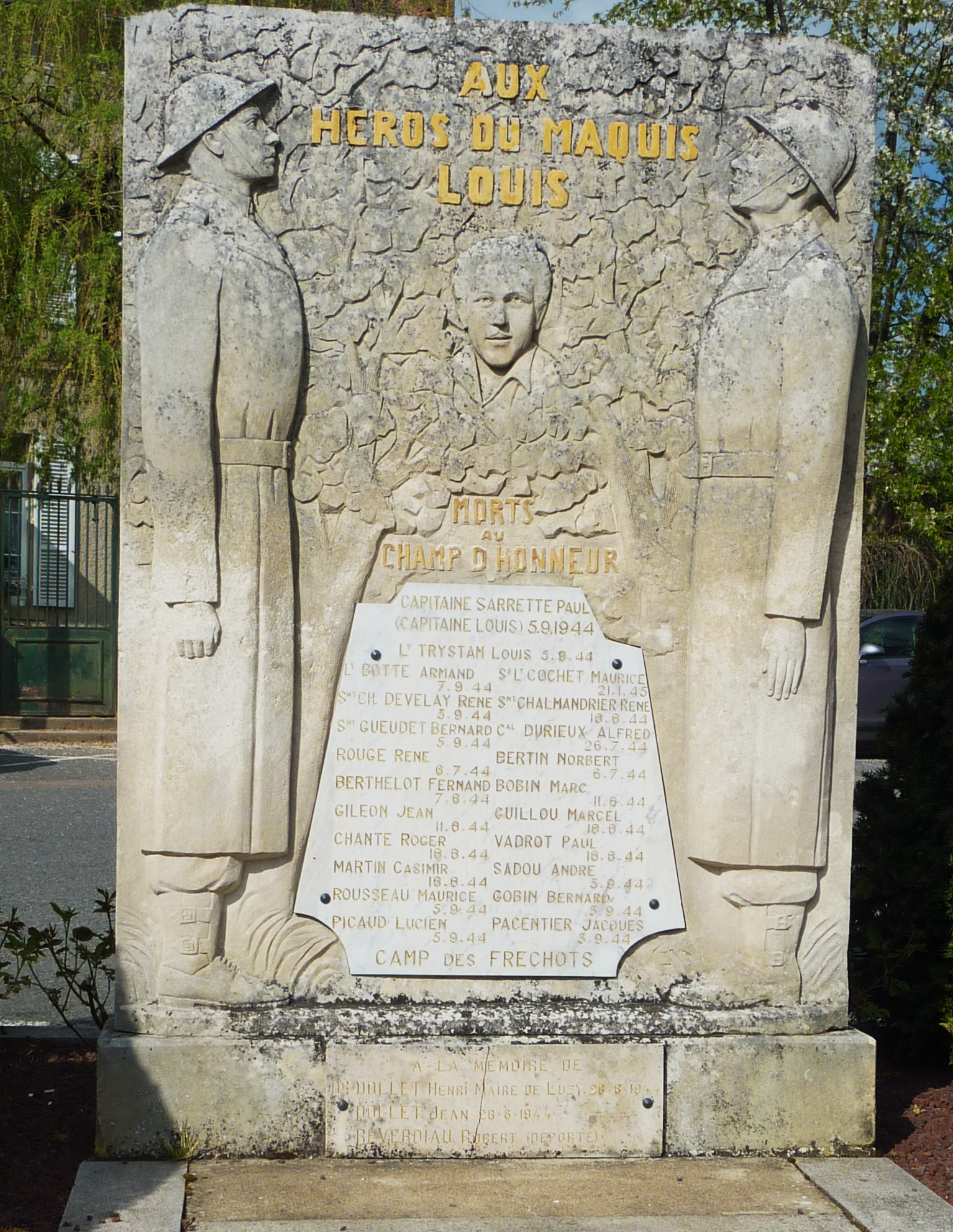
Détail du monument de Luzy.